# Хон Му Вон
Хон Му Вон (кор. 홍무원; род. 15 августа 1981) — корейский боксёр, представитель наилегчайших весовых категорий. Состоял в сборной Южной Кореи по боксу в период 2002—2011 годов, чемпион Азии, бронзовый призёр Азиатских игр, победитель и призёр многих турниров международного значения, участник летних Олимпийских игр в Афинах.

## Биография
Хон Му Вон родился 15 августа 1981 года.
Первого серьёзного успеха на взрослом международном уровне добился в сезоне 2002 года, когда вошёл в основной состав южнокорейской национальной сборной и выступил на чемпионате Азии в Серембане, где одолел всех своих оппонентов зачёте первой наилегчайшей весовой категории и завоевал золотую медаль. Также в этом сезоне отметился победой на Кубке короля в Бангкоке и стал серебряным призёром Кубка Бочкаи в Дебрецене.
В 2003 году одержал победу на Всемирных военных играх в Катании и побывал на чемпионате мира в Бангкоке, где, тем не менее, попасть в число призёров не смог — на стадии 1/8 финала был остановлен россиянином Сергеем Казаковым, который в итоге и стал чемпионом мира в первом наилегчайшем весе.
Благодаря череде удачных выступлений удостоился права защищать честь страны на летних Олимпийских играх 2004 года в Афинах — в категории до 48 кг благополучно прошёл первых двоих соперников по турнирной сетке, тогда как в третьем четвертьфинальном бою со счётом 11:30 потерпел поражение от кубинца Яна Бартелеми, будущего победителя этого олимпийского турнира.
После афинской Олимпиады Хон остался в составе главной боксёрской команды Южной Кореи и продолжил принимать участие в крупнейших международных турнирах. Так, в 2005 году он завоевал серебряную медаль на азиатском первенстве в Хошимине и выступил на мировом первенстве в Мяньяне, где в 1/8 финала уступил таджику Шерали Достиеву.
В 2006 году был лучшим на международном турнире Green Hill в Пакистане, стал бронзовым призёром Азиатских игр в Дохе, проиграв в полуфинале китайцу Цзоу Шимину.
Пытался пройти отбор на Олимпийские игры 2008 года в Пекине, однако на азиатской олимпийской квалификации в Бангкоке уже в 1/8 финала был побеждён индусом Амандипом Сингхом.
В 2011 году боксировал в наилегчайшем весе на чемпионате Азии в Инчхоне и на чемпионате мира в Баку, но был далёк здесь от попадания в число призёров. Отметился выступлением на Мемориале Попенченко в Москве, где уступил российскому боксёру Овику Оганнисяну, и на Мемориале Макара Мазая в Мариуполе, где был остановлен казахом Олжасом Саттыбаевым.